# Ann Devries
Ann Devries, née le 27 février 1970 à Bree, est une joueuse de tennis belge, professionnelle sur le circuit WTA dans les années 1980 et 1990.
Elle dispute en 1985, à quinze ans, son premier match en Coupe de la Fédération, accompagnée de Sandra Wasserman.
En 1986, elle remporte le tournoi ITF de Saga en Chine. En 1987, elle devient la première Belge à intégrer le top 100 mondial.
En 1990, elle se hisse au 3e tour du tournoi de Wimbledon, réalisant ainsi sa meilleure performance en Grand Chelem.
En 1994, victime d'une hernie, elle se voit contrainte de mettre un terme à sa carrière, à l'âge de 24 ans.
Ann Devries a été l'entraîneur de Yanina Wickmayer (demi-finaliste de l'US Open 2009 et d'An-Sophie Mestach (gagnante du simple fille de l'Open d'Australie 2011). Actuellement, elle entraîne Alison Van Uytvanck (quart-de-finaliste de Roland Garros 2015). De 2011 à 2016, elle est capitaine de l'Équipe de Belgique de Fed Cup .

## Palmarès WTA

### Titre en double dames
Aucun

### Finale en double dames
| No | Date       | Nom et lieu du tournoi | Catégorie | Dotation  | Surface      | Vainqueures                      | Partenaire       | Score         |          |
| -- | ---------- | ---------------------- | --------- | --------- | ------------ | -------------------------------- | ---------------- | ------------- | -------- |
| 1  | 03/05/1993 | Belgian Open Liège     | Tier IV   | 100 000 $ | Terre (ext.) | Radka Bobková Maria Jose Gaidano | Dominique Monami | 6-4, 2-6, 7-6 | Parcours |

## Parcours en Grand Chelem

### En simple dames
| Année | Open d'Australie | Open d'Australie   | Internationaux de France | Internationaux de France | Wimbledon       | Wimbledon            | US Open         | US Open          |
| ----- | ---------------- | ------------------ | ------------------------ | ------------------------ | --------------- | -------------------- | --------------- | ---------------- |
| 1987  | 2e tour (1/32)   | Catarina Lindqvist | 1er tour (1/64)          | Eva Krapl                | 1er tour (1/64) | Claudia Kohde-Kilsch | 2e tour (1/32)  | Akiko Kijimuta   |
| 1988  | 2e tour (1/32)   | Maria Lindström    | 2e tour (1/32)           | Barbara Paulus           | 1er tour (1/64) | Nathalie Tauziat     | 2e tour (1/32)  | Amy Frazier      |
| 1989  | 1er tour (1/64)  | Maria Strandlund   | 1er tour (1/64)          | Cathy Caverzasio         | 2e tour (1/32)  | Shaun Stafford       | 1er tour (1/64) | Katerina Maleeva |
| 1990  | 1er tour (1/64)  | Julie Halard       | -                        | -                        | 3e tour (1/16)  | Katerina Maleeva     | -               | -                |
| 1992  | 2e tour (1/32)   | Amy Frazier        | -                        | -                        | 1er tour (1/64) | Kathy Rinaldi        | -               | -                |

À droite du résultat, l’ultime adversaire.

### En double dames
| Année | Open d'Australie             | Open d'Australie          | Internationaux de France     | Internationaux de France   | Wimbledon                   | Wimbledon                  | US Open                      | US Open                  |
| ----- | ---------------------------- | ------------------------- | ---------------------------- | -------------------------- | --------------------------- | -------------------------- | ---------------------------- | ------------------------ |
| 1988  | 2e tour (1/16) Eva Krapl     | Steffi Graf E. Smylie     | 1er tour (1/32) S. Wasserman | Elise Burgin H. Mandlíková | 2e tour (1/16) S. Wasserman | Jo Durie Sharon Walsh      | 2e tour (1/16) N. Jagerman   | G. Fernández Robin White |
| 1989  | 2e tour (1/16) N. Jagerman   | C. Porwik C. Tanvier      | 1er tour (1/32) Ann Grossman | Helen Kelesi C. Suire      | -                           | -                          | -                            | -                        |
| 1990  | 1er tour (1/32) S. Wasserman | N. Medvedeva Leila Meskhi | -                            | -                          | 2e tour (1/16) K. Godridge  | Linda Barnard Louise Field | -                            | -                        |
| 1991  | 2e tour (1/16) I. Driehuis   | S. Appelmans R. Reggi     | 1er tour (1/32) S. Wasserman | I. Jankovska Melicharová   | -                           | -                          | 1er tour (1/32) S. Wasserman | N. Tauziat J. Wiesner    |
| 1992  | 1er tour (1/32) E. Maniokova | Pam Shriver N. Zvereva    | -                            | -                          | -                           | -                          | -                            | -                        |

Sous le résultat, la partenaire ; à droite, l’ultime équipe adverse.

### En double mixte
| Année | Open d'Australie | Open d'Australie | Internationaux de France      | Internationaux de France  | Wimbledon | Wimbledon | US Open | US Open |
| ----- | ---------------- | ---------------- | ----------------------------- | ------------------------- | --------- | --------- | ------- | ------- |
| 1988  | -                | -                | 1er tour (1/32) M. Gustafsson | A. Sánchez J. Sánchez     | -         | -         | -       | -       |
| 1989  | -                | -                | 1er tour (1/32) M. Gustafsson | Pospíšilová Karel Nováček | -         | -         | -       | -       |

Sous le résultat, le partenaire ; à droite, l’ultime équipe adverse.

## Palmarès ITF

### Titre en simple
| #  | Date            | Tournoi     | Surface | Adversaire | Score    |
| -- | --------------- | ----------- | ------- | ---------- | -------- |
| 1. | 20 octobre 1986 | Saga, Chine | Gazon   | Yan Sun    | 6-1, 6-4 |

### Finales en simple
| #  | Date            | Tournoi              | Surface      | Adversaire        | Score         |
| -- | --------------- | -------------------- | ------------ | ----------------- | ------------- |
| 1. | 24 juin 1991    | Caltagirone, Italie  | Terre Battue | Silvia Farina     | 5-7, 3-6      |
| 2. | 3 février 1992  | Jakarta, Indonésie   | Terre Battue | Irina Spîrlea     | 3-6, 2-6      |
| 3. | 26 octobre 1992 | Jakarta 2, Indonésie | Terre Battue | Jennifer Santrock | 3-6, 6-2, 3-6 |

### Titre en double
| #  | Date              | Tournoi             | Surface      | Partenaire      | Adversaire                        | Score         |
| -- | ----------------- | ------------------- | ------------ | --------------- | --------------------------------- | ------------- |
| 1. | 26 mars 1990      | Limoges, France     | Synthétique  | Iwona Kuczyńska | Catherine Tanvier Sandrine Testud | 6-3, 3-6, 6-4 |
| 2. | 28 septembre 1992 | Maria Capua, Italie | Terre Battue | Irina Spîrlea   | Ginevra Mugnaini Andreea Vanc     | 6-0, 6-0      |
| 3. | 6 juin 1994       | Elvas, Portugal     | Dur          | Sofia Prazeres  | Desiree Leupold Janet Souto       | 6-2, 4-6, 7-5 |

### Finale en double
| #  | Date       | Tournoi         | Surface      | Partenaire       | Adversaire                       | Score          |
| -- | ---------- | --------------- | ------------ | ---------------- | -------------------------------- | -------------- |
| 1. | 3 mai 1993 | Liège, Belgique | Terre Battue | Dominique Monami | Radka Bobková Maria Jose Gaidano | 4-6, 6-2, 64-7 |

## Parcours en Coupe de la Fédération
| #                                                                             | Date       | Lieu       | Surface                      | Gagnante(s)                      | Perdante(s)                          | Score         |          |
|                                                                               |            |            |                              |                                  |                                      |               |          |
| 1985 - 1er tour qualifications (groupe mondial) - Belgique - Uruguay - 3 : 0  |            |            |                              |                                  |                                      |               |          |
| 1                                                                             | 06/10/1985 | Nagoya     | Dur (ext.)                   | Ilse de Ruysscher Ann Devries    | Mariela Clavijo Claudia Van der Weck | 6-0, 6-2      | Parcours |
|                                                                               |            |            |                              |                                  |                                      |               |          |
| 1986 - 1er tour qualifications (groupe mondial) - Belgique - Finlande - 3 : 0 |            |            |                              |                                  |                                      |               |          |
| 2                                                                             | 20/07/1986 | Prague     | Terre (ext.)                 | Ann Devries                      | Anne Aallonen                        | 6-2, 3-6, 6-0 | Parcours |
| 2                                                                             | 20/07/1986 | Prague     | Terre (ext.)                 | Ilse de Ruysscher Ann Devries    | Maija Suonpaa Petra Thoren           | 5-7, 6-2, 6-3 | Parcours |
|                                                                               |            |            |                              |                                  |                                      |               |          |
| 1986 - 1er tour (groupe mondial) - Allemagne de l'Ouest - Belgique - 3 : 0    |            |            |                              |                                  |                                      |               |          |
| 3                                                                             | 22/07/1986 | Prague     | Terre (ext.)                 | Steffi Graf                      | Ann Devries                          | 6-3, 6-1      | Parcours |
| 3                                                                             | 22/07/1986 | Prague     | Terre (ext.)                 | Steffi Graf Claudia Kohde-Kilsch | Ann Devries Sandra Wasserman         | 6-1, 7-5      | Parcours |
|                                                                               |            |            |                              |                                  |                                      |               |          |
| 1987 - 1er tour (groupe mondial) - Belgique - Italie - 1 : 2                  |            |            |                              |                                  |                                      |               |          |
| 4                                                                             | 28/07/1987 | Vancouver  |                              | Raffaella Reggi                  | Ann Devries                          | 6-2, 7-5      | Parcours |
| 4                                                                             | 28/07/1987 | Vancouver  | Ann Devries Sandra Wasserman | Laura Garrone Caterina Nozzoli   | 6-3, 6-1                             |               | Parcours |
|                                                                               |            |            |                              |                                  |                                      |               |          |
| 1988 - 1er tour (groupe mondial) - Belgique - Autriche - 1 : 2                |            |            |                              |                                  |                                      |               |          |
| 5                                                                             | 05/12/1988 | Melbourne  |                              | Judith Wiesner                   | Ann Devries                          | 6-1, 6-1      | Parcours |
| 5                                                                             | 05/12/1988 | Melbourne  | Heidi Sprung Judith Wiesner  | Sabine Appelmans Ann Devries     | 6-4, 7-63                            |               | Parcours |
|                                                                               |            |            |                              |                                  |                                      |               |          |
| 1991 - Barrage (groupe mondial I) - Belgique - Japon - 1 : 2                  |            |            |                              |                                  |                                      |               |          |
| 6                                                                             | 25/07/1991 | Nottingham |                              | Kimiko Date Maya Kidowaki        | Sabine Appelmans Ann Devries         | 3-6, 6-2, 6-3 | Parcours |

## Classements WTA en fin de saison

### En simple
| Année | 1986 | 1987 | 1988 | 1989 | 1990 | 1991 | 1992 | 1993 |
| Rang  | 174  | 100  | 78   | 145  | 202  | 231  | 150  | 397  |

Source : (en) « Classements de Ann Devries », sur le site officiel du WTA Tour

### En double
| Année | 1986 | 1987 | 1988 | 1989 | 1990 | 1991 | 1992 |
| Rang  | 450  | 144  | 141  | 212  | 105  | 200  | 306  |

Source : (en) « Classements de Ann Devries », sur le site officiel du WTA Tour